# ديفيد ماكفيرسن
ديفيد ماكفيرسن (بالإنجليزية: David Macpherson)‏ هو لاعب كرة مضرب أسترالي، ولد في 3 يوليو 1967 في لاونسستون في أستراليا.

## وصلات خارجية
- دايفيد ماكفيرسن على موقع رابطة محترفي التنس (الإنجليزية)
- دايفيد ماكفيرسن على موقع الاتحاد الدولي لكرة المضرب (الإنجليزية)
- دايفيد ماكفيرسن على موقع خلاصة التنس.كوم (الإنجليزية)